# Миллят
«Милля́т» («Нация») — общественно-политическая и экономическая газета, выходившая в 1914—1915 гг. (первый номер вышел 28 декабря 1913 года по юлианскому календарю) в Петербурге на русском и татарском языках.

## История
В «Милляте» публиковались новости жизни российских мусульман (в том числе, обзоры деятельности национальных групп в Государственной думе), обзоры мусульманской печати, материалы различных съездов и совещаний (например, о IV Всероссийском мусульманском съезде 1914 года), информация об издании новых книг. На страницах «Миллята» публиковались такие видные деятели как И. А. Ахтямов, С. С. Джантюрин, И. Леманов и многие другие. Весь комплект газеты (имеются сведения, что было выпущено 19 номеров) оцифрован Российской национальная библиотекой